# The Naked Witch
Pour plus de détails, voir Fiche technique et Distribution.
The Naked Witch est un remake américain du Masque du démon réalisé par Claude Alexander et Larry Buchanan en 1960 et sorti en 1964.

## Synopsis
Un étudiant se rend à Luckenbach, dans le Central Texas, pour y étudier les descendants des colons allemands qui y vivent depuis 1846. À l'auberge, Kirska lui fait lire un livre sur l'histoire de la sorcière de Luckenbach, veuve trahie par son amant l'aubergiste Otto Schöenning et exécutée pour sorcellerie dans le cimetière de Luckenbach à coups de pieu en chêne dans le cœur.
L'étudiant, la nuit tombée, se rend au cimetière, ouvre la tombe de la sorcière, s'empare du pieu et rentre se coucher à l'auberge. La sorcière revient à la vie et vient prendre le pieu dans la main de l'étudiant endormi et la chemise de nuit de Kirska. Puis, elle va tuer à coups de pieu les descendants de son amant un par un : le meunier, puis l'aubergiste. L'étudiant décide alors d'arrêter la sorcière et part à sa recherche. Il la trouve en train de se baigner dans les nénuphars. Il la suit dans une grotte, où ils font un sabbat, après quoi la sorcière laisse l'étudiant endormi dans la grotte et va tuer Kirska. Mais l'étudiant se réveille et parvient à la sauver.

## Fiche technique
- Titre : The Naked Witch
- Réalisation : Claude Alexander et Larry Buchanan
- Scénario : Larry Buchanan et Claude Alexander
- Son : S.F. Brownrigg
- Montage : Claude Alexander et Larry Buchanan
- Musique : Ray Plagens
- Production : Claude Alexander
- Budget : 8 000 $[3]
- Pays d'origine : États-Unis
- Format : Couleurs - 16 mm - 1,37:1 - Mono
- Genre : fantastique, horreur
- Durée : 59 minutes
- Date de sortie : 1964

## Distribution
- Denis Adams
- Charles West
- Howard Ware
- Jack Herman
- Marilyn Pope
- Der Saengerbund Children's Choir
- Jo Maryman : Kirska
- Robert Short : l'étudiant
- Libby Hall : la sorcière de Luckenbach
- Gary Owens : le narrateur (non crédité)

## Autour du film
Tourné en 1960 à Luckenbach, dans le Central Texas, le film n'est sorti qu'en 1964. La date du copyright au générique est 1961. Le film est produit par un distributeur texan qui cherchait un « film pour drive in avec beaucoup de nudité et peu de dialogue » pour 8 000 $. Le succès du film, qui rapporta dix fois son budget, a été le premier succès de Larry Buchanan, il s'agit surtout du premier essai de film de genre de Buchanan, avant Zontar, the Thing from Venus (en) ou Mars Needs Women.
Le prologue, composé d'un exposé de huit minutes et demie sur les sorcières en voix off lu par Gary Owens sur des images de Jérôme Bosch, a été imposé par le producteur Claude Alexander.